# Han Hong
Han Hong (cinese tradizionale: 韓紅; cinese semplificato: 韩红; tibetano: དབྱངས་ཅན་སྒྲོལ་མ་; Shigatse, 26 settembre 1971) è una cantante e compositrice cinese, di origini tibetane.

## Carriera
È nata a Shigatse, la seconda città più grande della Regione autonoma del Tibet, ed ha ereditato la passione per la musica da sua madre, che era cantante. Han dato avvio alla sua carriera in Cina nel 2003, specializzandosi in musica folk e componendo i propri testi e musica. Gli album pubblicati sotto il suo nome sono Tibetan Plateau ed Heaven's road (天路).
Si è esibita in una trasmissione di gala sulla televisione nazionale cinese il 24 agosto 2008, per la cerimonia di chiusura delle Olimpiadi di Pechino 2008, ed ha presenziato anche alla cerimonia di apertura dei XIII Giochi paralimpici estivi, il 5 settembre 2008.
Insieme a decine di altri cantanti di tutte le regioni cinesi, ha cantato la canzone di apertura dei Giochi Olimpici di Pechino, Beijing Huanying Ni.